# Rugovics Vendel
Rugovics Vendel (Győr, 1967. augusztus 13. –) magyar válogatott labdarúgó, középpályás.

## Pályafutása

### A válogatottban
1990 és 1991 között három alkalommal szerepelt a válogatottban. 

## Sikerei, díjai
- Magyar bajnokság
  - 2.: 1984–85
  - 3.: 1985–86

## Statisztika

### Mérkőzései a válogatottban
| Magyarország | Magyarország         | Magyarország                      | Magyarország | Magyarország | Magyarország | Magyarország | Magyarország | Magyarország |
| #            | Dátum                | Helyszín                          | Hazai        | Eredmény     | Vendég       | Kiírás       | Gólok        | Esemény      |
| ------------ | -------------------- | --------------------------------- | ------------ | ------------ | ------------ | ------------ | ------------ | ------------ |
| 1.           | 1990. október 31.    | Budapest, Hungária körúti Stadion | Magyarország | 4 – 2        | Ciprus       | Eb-selejtező | -            | 75'          |
| 2.           | 1991. január 17.     | Chandrasekharah, Nair Stadion     | India        | 1 – 2        | Magyarország | Nehru-kupa   | -            |              |
| 3.           | 1991. szeptember 11. | Győr, Rába ETO Stadion            | Magyarország | 1 – 2        | Írország     | barátságos   | -            | 74'          |
|              | Összesen             |                                   |              | 3            | mérkőzés     |              | 0            | gól          |